# Die Kunstdenkmäler der Rheinprovinz
Die Reihe Die Kunstdenkmäler der Rheinprovinz war das amtliche Kunstdenkmälerinventar der preußischen Rheinprovinz. Sie wurde im Auftrage des Provinzialverbandes der Rheinprovinz von Paul Clemen (1866–1947) beim Verlag Schwann ab 1891 herausgegeben.
Bedingt durch den Zweiten Weltkrieg konnten einige Bände nicht mehr veröffentlicht werden, so erschien z. B. der Band über die profanen Denkmäler der Stadt Koblenz erst 1954 in der neuen Reihe Die Kunstdenkmäler von Rheinland-Pfalz, der zweite Halbband für den Kreis Mayen wurde erst 1985 anhand der erhaltenen Druckfahnen in alter Form und als Bestandteil der alten Reihe rekonstruiert. Der Band über die profanen Denkmäler der Stadt Trier, bearbeitet von Hermann Bunjes wurde nie veröffentlicht und blieb nur als unfertiges Typoskript erhalten.
Die als Band 14 geplanten Bände über die seit 1815 zur Rheinprovinz gehörenden, 1920 durch die Bestimmungen des Versailler Vertrages vom Deutschen Reich abgetrennten Landkreise im neugebildeten sog. Saarbeckengebiet erschienen in gleicher Aufmachung und ebenfalls unter der Betreuung von Paul Clemen im Verlag Schwann. Im äußeren Erscheinungsbild fehlt lediglich der Haupttitel "Die Kunstdenkmäler der Rheinprovinz". Die beiden Bände für die Stadt und den Landkreis Saarbrücken (1932) und die Landkreise Ottweiler und Saarlouis (1934) wurden von Walther Zimmermann herausgegeben.
Da die Reihe zahlreiche später veränderte oder z. B. im Zweiten Weltkrieg zerstörte Denkmäler behandelt und vielfach auch keine neuere Darstellung vorliegt, ist sie bis heute unverzichtbar; eine Reihe von Bänden wurde daher in den 1980er Jahren als Nachdruck wieder neu aufgelegt. Entsprechend ihrer Entstehungszeit sind allerdings etwa Bauten des 19. Jahrhunderts (die seinerzeit noch nicht als denkmalwürdig galten) nur in Ausnahmefällen behandelt; auch Denkmalgattungen, die damals noch häufig anzutreffen waren, heute aber selten geworden sind (etwa original erhaltene, regionaltypische Bauernhäuser) wurden meist nur ganz allgemein erwähnt.

## Übersicht

### Regierungsbezirk Düsseldorf
- Band 1 (Google, Internetarchiv, Internetarchiv)
  - Abt. 1: Paul Clemen: Die Kunstdenkmäler des Kreises Kempen. 1891 (Internetarchiv)
  - Abt. 2: Paul Clemen: Die Kunstdenkmäler des Kreises Geldern. 1891 (Münchener DigitalisierungsZentrum)
  - Abt. 3: Paul Clemen: Die Kunstdenkmäler des Kreises Moers. 1892 (Münchener DigitalisierungsZentrum)
  - Abt. 4: Paul Clemen: Die Kunstdenkmäler der Stadt und des Kreises Kleve. 1892 (Internetarchiv)
- Band 2
  - Abt. 1: Paul Clemen: Die Kunstdenkmäler des Kreises Rees. 1892 (Google), Internetarchiv
  - Abt. 2: Paul Clemen: Die Kunstdenkmäler der Stadt Duisburg und der Kreise Mülheim a. d. Ruhr und Ruhrort. 1893 (Google, angebunden an Abt. 1), Internetarchiv
  - Abt. 3: Paul Clemen: Die Kunstdenkmäler der Stadt und des Kreises Essen. 1893 (Google, Internetarchiv),
- Band 3 (Google, Internetarchiv, Internetarchiv)
  - Abt. 1: Paul Clemen: Die Kunstdenkmäler der Stadt und des Kreises Düsseldorf. 1894 (Internetarchiv), (Digitalisat)
  - Abt. 2: Paul Clemen: Die Kunstdenkmäler der Städte Barmen, Elberfeld, Remscheid und die Kreise Lennep, Mettmann, Solingen. 1894 (Münchener DigitalisierungsZentrum)
  - Abt. 3: Paul Clemen: Die Kunstdenkmäler des Kreises Neuss. 1895 (Münchener DigitalisierungsZentrum)
  - Abt. 4: Paul Clemen: Die Kunstdenkmäler der Städte und Kreise Gladbach und Krefeld. 1896 (Internetarchiv)
  - Abt. 5: Paul Clemen: Die Kunstdenkmäler des Kreises Grevenbroich. 1897 (Internetarchiv)

### Regierungsbezirk Köln
- Band 4
  - Abt. 1:  Ernst Polaczek, Paul Clemen: Die Kunstdenkmäler des Landkreises Köln. 1897 (Google, Internetarchiv)
  - Abt. 2: Ernst Polaczek: Die Kunstdenkmäler des Kreises Rheinbach. 1898 (Münchener DigitalisierungsZentrum)
  - Abt. 3: Ernst Polaczek, Paul Clemen: Die Kunstdenkmäler des Kreises Bergheim. 1899 (Google, Internetarchiv)
  - Abt. 4: Edmund Renard, Paul Clemen: Die Kunstdenkmäler des Kreises Euskirchen. 1900 (Münchener DigitalisierungsZentrum)
- Band 5
  - Abt. 1: Edmund Renard: Die Kunstdenkmäler der Kreise Gummersbach, Waldbroel und Wipperfürth. 1900 (Google, Internetarchiv)
  - Abt. 2: Edmund Renard, Paul Clemen: Die Kunstdenkmäler des Kreises Mülheim am Rhein. 1901 (Google, angebunden an Abt. 1 und Internetarchiv)
  - Abt. 3: Paul Clemen: Die Kunstdenkmäler der Stadt und des Kreises Bonn. 1905 (Google, Internetarchiv)
  - Abt. 4: Edmund Renard: Die Kunstdenkmäler des Siegkreises. 1907 (Internetarchiv)
- Band 6: Die Kunstdenkmäler der Stadt Köln. 1906
  - Abt. 1/2: Johannes Krudewig, Joseph Klinkenberg: Quellen; Das römische Köln. 1906 (Google, Internetarchiv)
  - Abt. 3: Paul Clemen, Heinrich Neu, Fritz Witte: Der Dom zu Köln. 1937, 2. vermehrte Auflage 1938 (Internetarchiv)
  - Abt. 4: Die kirchlichen Denkmäler der Stadt Köln: St. Alban, St. Andreas, Antoniterkirche, St. Aposteln, St. Cäcilia, St. Columba, St. Cunibert, Elendskirche, St. Georg. 1916 (Internetarchiv)
- Band 7: Die Kunstdenkmäler der Stadt Köln.
  - Abt. 1: Die kirchlichen Denkmäler der Stadt Köln. St. Gereon, St. Johann Baptist, Die Marienkirchen, Gross St. Martin. 1911 (Internetarchiv)
  - Abt. 2: Die kirchlichen Denkmäler der Stadt Köln: Minoritenkirche, St. Pantaleon, St. Peter, St. Severin. 1929
  - Abt. 3: Die kirchlichen Denkmäler der Stadt Köln: St. Ursula, Ursulinenkirche, St. Elisabeth, St. Maria Ablass, Kartause. Deutz und die übrigen Vororte. 1934
  - Abt. 3, Ergänzungsband: Ludwig Arntz, Heinrich Neu, Hans Vogts: Die ehemaligen Kirchen, Klöster, Hospitäler und Schulbauten der Stadt Köln. 1937
  - Abt. 4: Hans Vogts: Die profanen Denkmäler. 1930

### Regierungsbezirk Aachen
- Band 8 Internetarchiv
  - Abt. 1: Karl Franck-Oberaspach, Edmund Renard: Die Kunstdenkmäler des Kreises Jülich. 1902
  - Abt. 2: Edmund Renard: Die Kunstdenkmäler der Kreise Erkelenz und Geilenkirchen. 1904 (Google, Internetarchiv)
  - Abt. 3: Die Kunstdenkmäler des Kreises Heinsberg 1906
- Band 9
  - Abt. 1: Die Kunstdenkmäler des Kreises Düren. 1910
  - Abt. 2: Die Kunstdenkmäler der Landkreise Aachen und Eupen. 1912
- Band 10
  - Abt. 1: Das Münster zu Aachen. 1916
  - Abt. 2: Die Kirchen der Stadt Aachen. Mit Ausnahme des Münsters. 1922
  - Abt. 3: Die profanen Denkmäler und die Sammlungen der Stadt Aachen. 1924
- Band 11
  - Abt. 1: Die Kunstdenkmäler des Kreises Monschau. 1927
  - Abt. 2: Ernst Wackenroder: Die Kunstdenkmäler des Kreises Schleiden. 1932

### Regierungsbezirk Trier
- Band 12:
  - Abt. 1: Ernst Wackenroder: Die Kunstdenkmäler des Kreises Bitburg. 1927
  - Abt. 2: Ernst Wackenroder: Die Kunstdenkmäler des Kreises Prüm. 1927
  - Abt. 3: Ernst Wackenroder: Die Kunstdenkmäler des Kreises Daun. 1928
  - Abt. 4: Ernst Wackenroder: Die Kunstdenkmäler des Kreises Wittlich. 1934
- Band 13
  - Abt. 1: Nikolaus Irsch: Der Dom zu Trier. 1931
  - Abt. 3: Hermann Bunjes: Die kirchlichen Denkmäler der Stadt Trier mit Ausnahme des Domes. 1938
- Band 15
  - Abt. 1: Hans Vogts: Die Kunstdenkmäler des Kreises Bernkastel. 1935
  - Abt. 2: Ernst Wackenroder: Die Kunstdenkmäler des Landkreises Trier. 1935
  - Abt. 3: Ernst Wackenroder: Die Kunstdenkmäler des Kreises Saarburg. 1939

### Regierungsbezirk Koblenz
- Band 16
  - Abt. 1: Die Kunstdenkmäler des Kreises Altenkirchen. 1935
  - Abt. 2: Die Kunstdenkmäler des Kreises Neuwied. 1940
  - Abt. 3: Die Kunstdenkmäler des Landkreises Koblenz. 1944
- Band 17
  - Abt. 1: Die Kunstdenkmäler des Kreises Ahrweiler. 1938
  - Abt. 2, Halbbd. 1: Die Kunstdenkmäler des Kreises Mayen. Ämter Andernach-Stadt und -Land, Burgbrohl, Kelberg, Kempenich und Virneburg. 1941
  - Abt. 2, Halbbd. 2: Die Kunstdenkmäler des Kreises Mayen. Ämter Mayen-Stadt und Mayen-Land, Münstermaifeld, Niedermendig und Polch. 1985 (geplant 1943 und nach den Druckfahnen 1985 rekonstruiert)
- Band 18
  - Abt. 1: Walther Zimmermann: Die Kunstdenkmäler des Kreises Kreuznach. 1935
- Band 19
  - Abt. 3: Hans Vogts: Die Kunstdenkmäler des Kreises Zell an der Mosel. 1938
- Band 20:
  - Abt. 1: Fritz Michel: Die Kunstdenkmäler der Stadt Koblenz. Die kirchlichen Denkmäler der Stadt Koblenz. 1937